# Communauté de communes de la Saire
La communauté de communes de la Saire est une ancienne communauté de communes française, située dans le département de Manche et la région Normandie. Elle est dissoute au 31 décembre 2016 et ses communes rejoignent la communauté d'agglomération du Cotentin.

## Historique
La communauté était anciennement nommée communauté de communes de Digosville, Bretteville-en-Saire et Le Mesnil-au-Val.
Le 1er janvier 2017, la communauté de communes fusionne avec les communautés de communes de Douve et Divette, des Pieux, de la Côte des Isles, de la Vallée de l'Ouve, du Cœur du Cotentin, de la région de Montebourg, du Val de Saire et de Saint-Pierre-Église auxquelles s'ajoutent les communes nouvelles de Cherbourg-en-Cotentin et de La Hague pour former la communauté d'agglomération du Cotentin.

## Composition
L'intercommunalité fédérait trois communes du canton de Tourlaville :
| Nom                | Code Insee | Gentilé       | Superficie (km2) | Population (dernière pop. légale) | Densité (hab./km2) |
| ------------------ | ---------- | ------------- | ---------------- | --------------------------------- | ------------------ |
| Digosville (siège) | 50162      | Digosvillais  | 9,27             | 1 511 (2014)                      | 163                |
| Bretteville        | 50077      | Brettevillais | 5,78             | 1 083 (2014)                      | 187                |
| Le Mesnil-au-Val   | 50305      | Mesnillais    | 13,34            | 711 (2014)                        | 53                 |

## Compétences
- Aménagement de l'espace
- Développement économique
  - aménagement de zones d’activités économiques
  - aides pour l'accueil des entreprises sur les zones ainsi créées
- Tourisme
- Environnement
  - protection et mise en valeur de l’environnement dans le périmètre de la communauté, élimination des déchets, entretien des rivières et des ruisseaux
- Assainissement
  - alimentation en eau potable
  - recouvrement des dépenses d’eau et d’assainissement
  - études, réalisation et gestion du service assainissement
- Secours et lutte contre l'incendie

## Administration
Le siège de la communauté d'agglomération est situé à Digosville.

### Conseil communautaire
La communauté de communes était administrée par le conseil de communauté, composé de neuf conseillers, élus pour six ans.
Les délégués était répartis selon l'importance comme suit :
| Nombre de délégués | Communes         |
| ------------------ | ---------------- |
| 4                  | Digosville       |
| 3                  | Bretteville      |
| 2                  | Le Mesnil-au-Val |

### Présidence
| Période    | Période       | Identité           | Étiquette | Qualité                |
| ---------- | ------------- | ------------------ | --------- | ---------------------- |
|            | avant 2005    | Michel Lepoittevin |           | Maire de Digosville    |
| avant 2005 | avril 2008 ?  | Dominique Tirateau |           | maire de Bretteville   |
| ?          | avril 2014    | Christian Renouf   |           | maire du Mesnil-au-Val |
| avril 2014 | décembre 2016 | Michel Lepoittevin |           | Maire de Digosville    |